# Campeonato Mundial de Judô de 1993
O Campeonato Mundial de Judô de 1993 foi a 18° edição do Campeonato Mundial de Judô, realizada em Hamilton, Canadá, em 30 de setembro à 3 de outubro de 1993.

## Medalhistas

### Masculino
| Evento | Ouro              | Prata                 | Bronze                                |
| ------ | ----------------- | --------------------- | ------------------------------------- |
| 60 kg  | Ryuji Sonoda      | Nazim Gousseinov      | Richard Trautmann Georgi Vazagashvili |
| 65 kg  | Yukimasa Nakamura | Eric Born             | Sergei Kosmynin Udo Quellmalz         |
| 71 kg  | Chung Hoon        | Bertalan Hajtós       | Rogerio Cardoso Daisuke Hideshima     |
| 78 kg  | Jeon Ki-Young     | Hidehiko Yoshida      | Jason Morris Darcel Yandzi            |
| 86 kg  | Yoshio Nakamura   | Nicolas Gill          | Adrian Croitoru León Villar           |
| 95 kg  | Antal Kovács      | Aurélio Miguel        | Marc Meiling Stéphane Traineau        |
| +95 kg | David Douillet    | David Khakhaleishvili | Sergei Kossorotov Frank Möller        |
| Aberto | Rafał Kubacki     | Henry Stohr           | David Khakhaleishvili Naoya Ogawa     |

### Feminino
| Evento | Ouro               | Prata             | Bronze                                  |
| ------ | ------------------ | ----------------- | --------------------------------------- |
| 48 kg  | Ryoko Tamura       | Li Aiyue          | Joyce Heron Giovanna Tortora            |
| 52 kg  | Legna Verdecia     | Almudena Muñoz    | Cécile Nowak Wakaba Suzuki              |
| 56 kg  | Nicola Fairbrother | Chiyori Tateno    | Jessica Gal Driulis González            |
| 61 kg  | Gella Vandecaveye  | Yael Arad         | Diane Bell Ileana Beltrán               |
| 66 kg  | Cho Min-Sun        | Liliko Ogasawara  | Odalis Revé Di Zhang                    |
| 72 kg  | Leng Chunhui       | Kate Howey        | Victoria Kazounina Kim Mi-Jung          |
| +72 kg | Johanna Hagn       | Noriko Anno       | Svetlana Goudarenko Monique van der Lee |
| Aberto | Beata Maksymow     | Angelique Seriese | Moon Ji-Yoon Yun Zhang                  |

### Quadro de Medalhas
| Ordem | País           | Medalha de ouro | Medalha de prata | Medalha de bronze | Total |
| ----- | -------------- | --------------- | ---------------- | ----------------- | ----- |
| 1     | Japão          | 4               | 3                | 3                 | 10    |
| 2     | Coreia do Sul  | 3               | 0                | 2                 | 5     |
| 3     | Polónia        | 2               | 0                | 0                 | 2     |
| 4     | Alemanha       | 1               | 1                | 4                 | 6     |
| 5     | China          | 1               | 1                | 2                 | 4     |
| 5     | Grã-Bretanha   | 1               | 1                | 2                 | 4     |
| 7     | Hungria        | 1               | 1                | 0                 | 2     |
| 8     | Cuba           | 1               | 0                | 3                 | 4     |
| 8     | França         | 1               | 0                | 3                 | 4     |
| 10    | Bélgica        | 1               | 0                | 0                 | 1     |
| 11    | Geórgia        | 0               | 1                | 2                 | 3     |
| 11    | Países Baixos  | 0               | 1                | 2                 | 3     |
| 13    | Brasil         | 0               | 1                | 1                 | 2     |
| 13    | Espanha        | 0               | 1                | 1                 | 2     |
| 13    | Estados Unidos | 0               | 1                | 1                 | 2     |
| 16    | Azerbaijão     | 0               | 1                | 0                 | 1     |
| 16    | Canadá         | 0               | 1                | 0                 | 1     |
| 16    | Israel         | 0               | 1                | 0                 | 1     |
| 16    | Suíça          | 0               | 1                | 0                 | 1     |
| 20    | Rússia         | 0               | 0                | 4                 | 4     |
| 21    | Roménia        | 0               | 0                | 1                 | 1     |
| 21    | Itália         | 0               | 0                | 1                 | 1     |